# Trobada Empresarial al Pirineu
La Trobada Empresarial al Pirineu és una trobada d'empresaris que té lloc anualment a l'Alt Pirineu i des del 2008 a la Seu d'Urgell (Alt Urgell) per tractar temes d'interès econòmic. Els darrers anys, s'ha centrat especialment en la crisi econòmica, i és considerada una de les jornades econòmiques més importants de Catalunya i la més gran de la província de Lleida.

## Ponents i assistents destacats
Des de l'any 2010 hi assisteixen vora mig miler de persones, sobretot empresaris catalans i andorrans. Alguns assistents i ponents destacats han estat:
- Cathy O'Dowd, primera dona que va escalar l'Everest pels dos costats.
- Jordi Pujol, expresident de la Generalitat de Catalunya.
- José Montilla, expresident de la Generalitat de Catalunya.
- Artur Mas, president de la Generalitat de Catalunya.
- Ricard Fornesa, expresident de la Caixa de Pensions per a la Vellesa i d'Estalvis i president de SegurCaixa Holding.
- Carlos Losada, director general d'Esade.
- José Bono, president del Congrés dels Diputats Espanyol.
- Teresa Cunillera, vicepresidenta del Congrés dels Diputats Espanyol.
- Carles Sumarroca, vicepresident de Comsa-Emte.
- Maria Reig, presidenta de Reig Capital.
- Manel Adell, conseller delegat de Desigual.
- Jordi Sevilla, exministre d'Administracions Públiques.
- Jaume Bartumeu, expresident del Govern d'Andorra.
- Josep Piqué i Camps, president del Cercle d'Economia i de Vueling.
- Juan José Ibarretxe, exlehendakari del País Basc.
- Àngel Simón, president executiu d'Agbar.
- Antoni Brufau, president de Repsol YPF.
- Sandro Rosell, president del Barça.
- Jaume Alsina, Agropecuària de Guissona.
- Joan Castells, Sorigué.
- Rafael Oncins Pujol, Supermercats Pujol.
- Xavier Pont, El Pastoret de la Segarra.
- Macià Querol, Unipreus.
- Julio Sorigué, Sorigué.
- David Taguas, exdirector de l'oficina econòmica de la Moncloa i president de la patronal de les constructores.
- Jüergen Donges, assessor econòmic de la canceller alemanya Angela Merkel.
- Teresa Forcades, monja, teòloga i metgessa.[7]
- Salvador Alemany, president d'Abertis.[7]
- Finn Erling Kydland, Premi Nobel d'Economia.[7]

## Edicions
- 1990: Les perspectives d'Europa davant del mercat únic de 1993.
- 1991: L'economia espanyola al llindar del 93.
- 1992: La CEE com a base de l'Europa del segle xxi.
- 1993: Estratègia empresarial front els reptes actuals.
- 1994: La mundialització de l'economia.
- 1995: L'empresa espanyola i Europa, una etapa decisiva (1995-1999).
- 1996: L'accés a la unió monetària, una qüestió d'estat.
- 1997: Preparant l'entrada a la Unió Monetària.
- 1998: Els reptes per a les empreses l'any 1999.
- 1999: L'empresa del segle xxi.
- 2000: La concentració d'empreses, moda o necessitat.
- 2001: La innovació com a motor del segle xxi.
- 2002: La globalització de l'economia... i de les idees.
- 2003: El futur de la societat i de l'economia després de la guerra d'Iraq.
- 2004: L'empresa, on estem... on anem.
- 2005: L'empresari enfront del futur, Arrelar o Deslocalitzar.
- 2006: Creixem... però en quina direcció?
- 2007: Créixer o vendre?
- 2008: Les grans oportunitats davant els nous escenaris.
- 2009: Superem les dificultats, reinventem el futur.
- 2010: Remuntem el vol??
- 2011: Volem créixer, mercat local o mercat global?
- 2012: Nova economia. Nous reptes.[7]